# Aranyos György
Aranyos György (1869 – Szekszárd, 1919. augusztus 10.) szabómester, a Magyarországi Tanácsköztársaság idején Tolna vármegye kormányzótanácsi biztosa. A bukás után kivégezték.

## Élete
Aranyos György és Kovács Ágnes fia. Az 1890-es években kapcsolódott be a munkásmozgalomba, később Svájcba költözött. A Magyarországi Tanácsköztársaság idején visszatért Magyarországra, május 17-én Tolna megye biztosává tették meg, feladata az volt, hogy ellenőrizze a rendeletek végrehajtását. Május 26-án jelentést tett a belügyi népbiztosnak, amelyben politikai és gazdasági elmaradottságról írt, és ezt elsősorban a helyi direktórium tagjainak „politikai képzetlenségéhez”, tehát a nem kommunista beállítottságukhoz kötötte. Feloszlatta a szekszárdi direktóriumot, arra hivatkozva, hogy a tagok kijelölése a szakszervezetek megkérdezése nélkül ment végbe, június 3-án történt meg az újraválasztás. Szerepet vállalt a júniusi ellenforradalom-sorozat leverésében, június 24-én Pakson volt a helyi forradalmi törvényszék elnöke. A kommün bukása után Prónay katonái végeztek vele és társaival (felakasztották), a kivégzéseket Gömbös Gyula testvére, János irányította.